# Volo FedEx Express 630
Il volo FedEx Express 630 era volo per trasporto merci nazionale dall'aeroporto Internazionale di Seattle-Tacoma, Seattle, all'aeroporto Internazionale di Memphis, Memphis, Stati Uniti d'America. Il 28 luglio 2006, un McDonnell Douglas MD-10-10F operante il volo si schiantò durante l'atterraggio a causa del collasso del carrello. Il carrello principale sinistro cedette 7 secondi dopo l'atterraggio, causando la perdita di controllo del velivolo. L'aereo si fermò vicino alla via di rullaggio M4 e prese fuoco. Le fiamme consumarono l'ala e il motore sinistro, lo schianto e l'evacuazione provocarono il ferimento dei 2 membri dell'equipaggio e dell'unico passeggero a bordo, un dipendente di FedEx Express fuori servizio.

## L'aereo
Il velivolo coinvolto era un McDonnell Douglas MD-10-10F, marche N391FE, numero di serie 46625, numero di linea 169. Volò per la prima volta il 7 agosto 1974 e venne consegnato a United Airlines il 27 febbraio 1975, operando poi per World Airways e Leisure Air. Venne acquisito da FedEx Express nel maggio del 1997 e convertito qualche anno dopo da DC-10 a MD-10; questa conversione consiste in un completo rifacimento del cockpit, che permette all'aereo di essere pilotato da un equipaggio di due persone anziché da tre. Era spinto da 3 motori  General Electric CF6-6D. Al momento dell'incidente, l'aereo aveva poco più di 32 anni e aveva accumulato 73 283 ore di volo in 27 002 cicli di decollo-atterraggio.

## L'incidente
Il 28 luglio 2006, un McDonnell Douglas MD-10-10F di FedEx Express stava conducendo un avvicinamento alla pista 18R, inizialmente con il pilota automatico attivato e il sentiero di discesa agganciato. Il primo ufficiale era il pilota ai comandi durante l'atterraggio. A 1 600 piedi (490 m), l'aereo era correttamente configurato per l'atterraggio. A 400 piedi (120 m), l'autopilota venne disattivato e il velivolo era stabilizzato. Al momento dell'atterraggio, il carrello d'atterraggio principale sinistro collassò, causando il contatto dell'ala sinistra con la pista e la virata dell'aereo verso sinistra; il jet, dopo un lungo scivolamento, si fermò vicino alla via di rullaggio M4.

## Le indagini
Il National Transportation Safety Board avviò un'indagine sull'incidente. Il rapporto finale, pubblicato nel 2008, citò una crepa da fatica nel foro della valvola di riempimento dell'aria, causata da una manutenzione inadeguata.